# Ursula Vaughan Williams
Ursula Vaughan Williams, nota anche come Ursula Wood (La Valletta, 15 marzo 1911 – Londra, 23 ottobre 2007), è stata una poetessa, scrittrice e biografa inglese.
È nota per aver pubblicato, nel 1964, la biografia del suo secondo marito, il compositore Ralph Vaughan Williams.

## Biografia
Nata Joan Ursula Penton Lock a La Valletta, figlia del Generale Maggiore Sir Robert Lock, iniziò a scrivere poesie nel 1921. Nel 1941 pubblicò il suo primo libro di poemi: No Other Choice. Il suo secondo volume di poesie fu  Fall of Leaf, edito nel 1943.
Nei primi anni trenta studiò all'Old Vic. Nel 1933 sposò Michael Forrester Wood, un ufficiale dell'esercito. Conobbe Ralph Vaughan Williams nel 1938, dopo avergli spedito un dramma (nella speranza che lui lo musicasse). L'incontro portò alla nascita di una collaborazione per il lavoro corale Epithalamion. Lei e Vaughan Williams iniziarono quindi una relazione nonostante fossero ancora entrambi sposati.  Michael Wood morì per un infarto nel 1942 (mentre lavorava ancora nell'esercito). Dopo la morte del marito, Ursula continuò la sua relazione con Vaughan Williams. La moglie del compositore, tuttavia, non era più all'oscuro della questione e dovette accettare l'infedeltà del marito.  Ursula Wood divenne la consulente letteraria e assistente personale di Ralph.
Adeline Vaughan Williams morì nel 1951 dopo anni di sofferenze (dovute a un'artrite paralizzante). Ursula Wood e Ralph Vaughan Williams si sposarono nel febbraio del 1953.  Ella incoraggiò il marito a portare a termine la composizione che aveva interrotto a causa della morte di Adeline. Scrisse inoltre il libretto di due dei suoi ultimi lavori corali (tra cui la cantata natalizia Hodie). Ralph Vaughan Williams morì nel 1958. In seguito alla morte del secondo marito, Ursula si trasferì a Londra, nella zona del Regent’s Park.
Nel 1964 pubblicò RVW: A Biography of Ralph Vaughan Williams. Completò la propria autobiografia, Paradise Remembered, nel 1972, ma non la pubblicò fino al 2002. Inoltre pubblicò quattro romanzi (tra cui Set to Partners del 1968 e The Yellow Dress del 1984).  e cinque volumi di poesie.  Scrisse libretti per altri compositori , tra i quali si annoverano Herbert Howells, Malcolm Williamson e Elisabeth Lutyens. Per esempio, il celebre Hymn to St. Cecilia, venne musicato da Howells.
Fino alla sua morte a Londra (avvenuta nel 2007, all'età di 96 anni), era presidentessa onoraria della Ralph Vaughan Williams Society. Era inoltre presidentessa della English Folk Dance and Song Society.

## Opere
- The Complete Poems of Ursula Vaughan Williams
- There was a time... A pictorial journey from the collection of Ursula Vaughan Williams
- Paradise Remembered (autobiografia)
- The Collected Poems of Ursula Vaughan Williams